# Pseudoxanthozonella similis
Pseudoxanthozonella similis är en tvåvingeart som beskrevs av Townsend 1931. Pseudoxanthozonella similis ingår i släktet Pseudoxanthozonella och familjen parasitflugor.
Artens utbredningsområde är Ecuador. Inga underarter finns listade i Catalogue of Life.